# Raptor: Call of the Shadows
Pour les articles homonymes, voir Raptor.
 (septembre 2011).
Si vous disposez d'ouvrages ou d'articles de référence ou si vous connaissez des sites web de qualité traitant du thème abordé ici, merci de compléter l'article en donnant les références utiles à sa vérifiabilité et en les liant à la section « Notes et références ».
Raptor: Call of the Shadows (souvent abrégé en Raptor) est un jeu vidéo de shoot them up Shareware développé par Scott Host pour Cygnus Studios (maintenant connu sous le nom de Mountain King Studio).
Le jeu est sorti sur DOS en 1994, cette version a été publiée par Apogee Software (maintenant connu sous le nom de 3D Realms). Une version PC a ensuite été créée. Le jeu a été réédité par DotEmu en 2011 également pour le PC et par BlitWise pour l'iPhone.

## Système de jeu
Le jeu est plus précisément un scrolling shooter, les niveaux défilent verticalement et le joueur a la possibilité de déplacer son avion dans 8 angles de directions.
Le joueur a le choix entre trois niveaux de difficulté : Rookie (facile), Veteran (moyen), Elite (difficile) ainsi qu'un mode spécial : Training Mode (mode d'entrainement) qui permet de faire uniquement les quatre premiers niveaux de chaque secteur en mode Rookie. Quand le joueur termine les trois secteurs, la difficulté augmente s'il n'est pas déjà en mode Elite.
Le joueur possède de l'énergie ; quand un tir ennemi le heurte, il perd un peu de celle-ci. Dès que le joueur ne possède plus d'énergie, son avion explose et il perd la partie.
Le jeu est divisé en trois secteurs :
- Bravo Sector ;
- Tango Sector ;
- Outer Régions.

Les secteurs sont divisés en neuf niveaux, ce qui fait donc un total de 27 niveaux.
Il y a plusieurs sortes de « cibles » : les cibles volantes (hélicoptères, avions, vaisseaux…) et les cibles du sol et de l'eau (bâtiments, tanks, bateaux, cannons…).

### Armes et bonus
Dans des capsules et vaisseaux spéciaux, le joueur peut trouver différents bonus comme de l'énergie supplémentaire, des megabombs, des boucliers, de l'argent, des armes…
Certaines armes comme les Air/Air Missiles, Missile Pod, Laser Turret… ne peuvent détruire que les cibles volantes. D'autres armes comme les Air/Ground Missiles ne peuvent détruire que les cibles du sol, tandis que d'autres comme l'Auto-Track Minigun, les Dumpfire Missiles ou le Twin Laser peuvent atteindre les deux. Toutes ces armes dites « selectable » s'ajoutent aux armes dites « always equipped » comme le plasma cannon et les micro-missiles.
De plus, le joueur peut posséder des Phase Shields qui sont des réservoirs d'énergie additionnels ainsi que des MegaBombs, des bombes qui détruisent la plupart des cibles à l'écran.

### Système de sauvegarde
Une fois dans le hangar, endroit où se situe un magasin qui permet d'améliorer l'avion du joueur avec l'argent amassée en détruisant des ennemis, le joueur peut sauvegarder sa partie. Lorsque ce dernier perd la partie, il peut tout de même reprendre là où il a sauvegardé.

## Édition DotEmu
La version DOS possède des musiques en format MIDI. L'édition DotEmu possède des musiques en format WAVE. De plus, dans cette dernière, le joueur peut choisir de jouer avec des graphismes en haute qualité (HQ) ou avec des graphismes lissés (HQ Filter).